# Зевксіппа (мати Атаманта)
Зевксі́ппа (дав.-гр. Ζευξίππη, ім'я означає «та, що запрягає коней») — персонаж давньогрецької міфології, мати Атаманта, царя Беотії. Імовірно його народила від Еола, царя Фессалії. Не виключається, що народила дочку Птоус від Аполлона.